# Athanase-Jean Bricogne
Ne doit pas être confondu avec Athanase-Jean-Baptiste Bricogne.
Pour les articles homonymes, voir Famille Bricogne et Bricogne.
Athanase-Jean Bricogne (1744-1820), est un négociant et homme politique français, doyen des maires de Paris.
Bricogne est partisan modéré de la Révolution, président de district parisien puis président de section avant de démissionner. Il s'oppose au transfert des cendres de Voltaire au Panthéon. Il est ensuite emprisonné sous la Terreur. 
Maire d'arrondissement parisien à partir de 1796, il est le doyen des maires de Paris sous le Premier Empire et au début de la Restauration. Sans grand pouvoir, il est à la tête de la municipalité de Paris dans les cérémonies officielles.

## Biographie

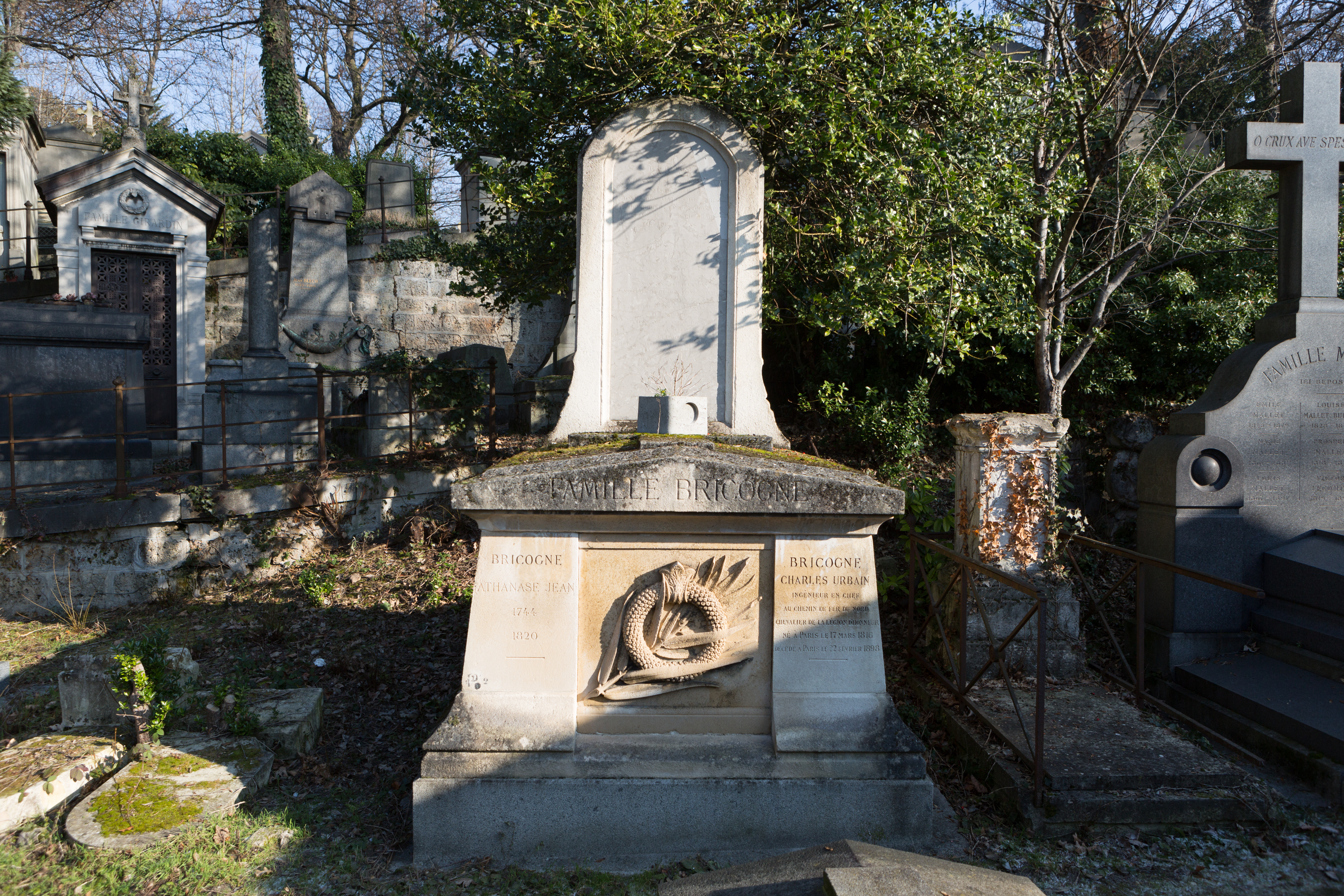
Tombe au cimetière du Père-Lachaise.

Né à Paris le 11 mai 1744, Athanase-Jean Bricogne est le fils de Jean-Baptiste-François Bricogne, négociant et marchand mercier, caissier principal du clergé de Paris, et de Marguerite-Angélique Decan. 
Tout en poursuivant les affaires de son père, Athanase Jean Bricogne devient assesseur au juge de paix de Paris. Il est réputé pour son instruction et sa probité. 

### Pendant la Révolution
Pendant la Révolution, dont il est un partisan modéré, il est président du district de Saint-Nicolas-des-Champs, membre du club de la Sainte Chapelle ; il est ensuite président de la section des Lombards à Paris, où il est influent et administre avec sagesse, mais s'en retire peu après. Bricogne est le promoteur et le deuxième signataire d'une pétition à l'Assemblée nationale contre le transfert des cendres de Voltaire au Panthéon. Il fait même imprimer au-dessus de sa signature la mention : « Je réclame contre tout honneur dû aux cendres de Voltaire » ; avec ses hommes et ceux de Quatremère il essaie pendant la nuit de retirer du Panthéon les restes de l'écrivain. 
Arrêté sous la Terreur, sous l'accusation d'« accaparrements » et comme opposant, Bricogne passe plusieurs mois emprisonné à la Conciergerie. Il est porté sur une liste le désignant comme devant être déporté, avec la mention : « Fanatique à l'excès ; il a montré du zèle dans les premières années de la révolution ; mais depuis la constitution républicaine, il n'a paru dans les assemblées de section que pour les troubler, notamment avant le 31 mai. » Le coup d'État du 9 Thermidor (26 juillet 1794) suspend cette mesure, il est libéré ensuite. Il est plus tard inspecteur aux revues de la garde municipale et du corps des pompiers.

### Maire d'arrondissement, doyen des maires de Paris
Sous le Directoire, Bricogne est élu le 30 germinal an IV président de l'administration municipale du 6e arrondissement de Paris (selon l'ancien découpage des arrondissements). Il en démissionne le 24 vendémiaire an VI.
Membre du collège électoral de la Seine, Bricogne est nommé de nouveau maire du 6e arrondissement de Paris au début du Consulat, le 18 germinal an VIII (avril 1800). 

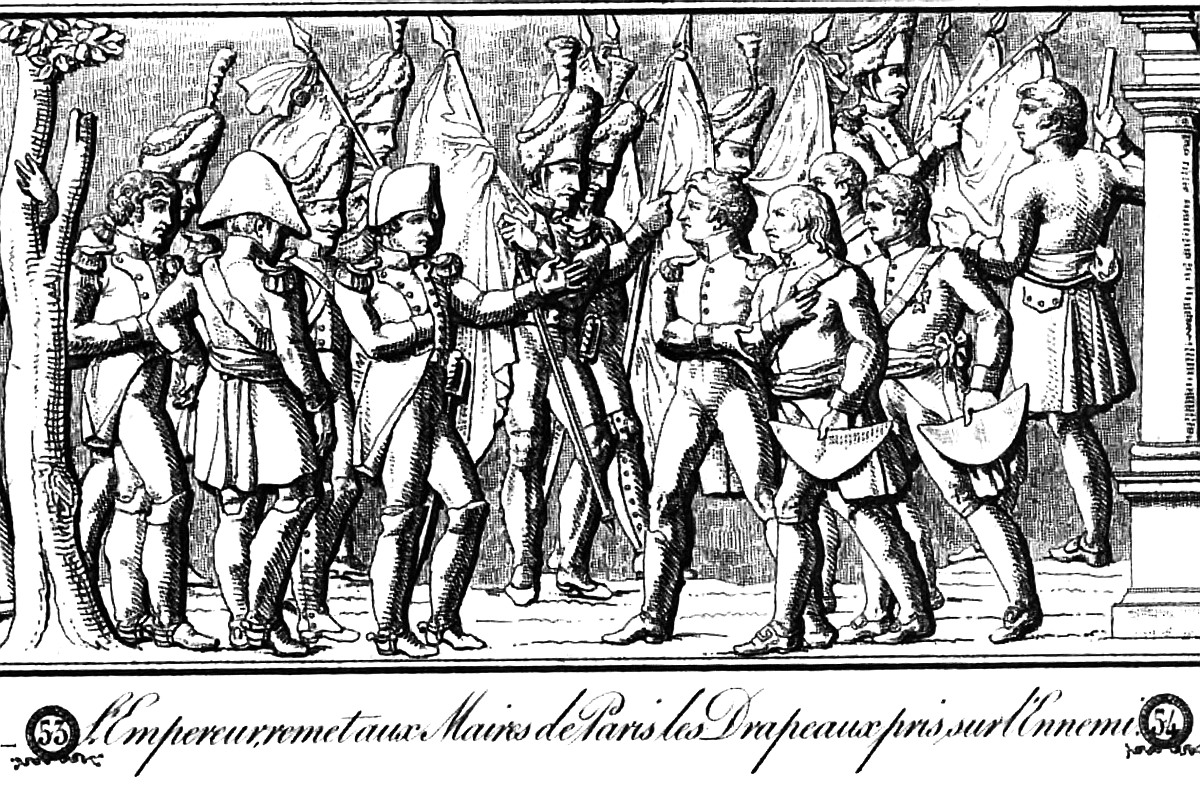
La délégation des maires de Paris auprès de l'empereur

En tant que doyen des douze maires de Paris sous le Premier Empire et au début de la Restauration, il joue essentiellement un rôle de représentation et d'apparat à la tête de la municipalité de Paris. C'est notamment lui qui lit les discours et signe les adresses au nom de la municipalité. 
Il établit en 1807 un état économique et statistique de son arrondissement. La même année 1807, il est élu candidat au Corps législatif, mais n'y est pas choisi. Il est chevalier de l'Empire en 1811.
Lors de la Campagne de France, Bricogne signe l'adresse du 3 avril 1814 contre « Buonaparte ». Maintenu maire sous la Première Restauration, Bricogne est anobli par Louis XVIII. 
Au début des Cent-Jours, il signe le 7 mars l'adresse au roi ; peu après, il accueille l'empereur avec empressement : « Il salue S.M. l'empereur des nouvelles protestations de son respect, de son admiration, de son amour et de sa fidélité ».

### Retraite
Bricogne démissionne en 1816. Le préfet de la Seine note à son propos : « Doyen des maires. Homme honnête et vertueux. A donné sa démission motivée sur son âge ». Bricogne est par ailleurs membre de la Société philanthropique.
Il meurt à Paris le 21 avril 1820 et est enterré au cimetière du Père-Lachaise (26e division).

### Famille
Il épouse Marie-Honorine Delaplace, fille de Christophe Delaplace, procureur au châtelet de Paris, et de Marie Elisabeth Goujet. 
- Ils ont six enfants[19] :
  - Athanase-Jean-Baptiste Bricogne (1779-1836), receveur général des finances, pamphlétaire, officier de la Légion d'honneur, épouse Jeanne Jacqueline Louise Puech, fille du négociant Puech[20],[21].
  - Alexandre Bricogne (1781-1852), négociant, épouse Jeanne Elisabeth Rosalie Lebel[22], fille d'Urbain Lebel, consul de Paris, et de Marie Félix Dubois ; ils sont les parents de :
    - Charles-Urbain Bricogne (1816-1898), ingénieur et inventeur.

  - Ambroise-Jacques Bricogne (1784-1845), receveur général des finances, maître des requêtes au Conseil d'État, officier de la Légion d'honneur, épouse Henriette de Frégeville, fille du général Charles de Frégeville et de Claire Sicard[20].
  - Augustin Bricogne, commis chez son père, puis négociant, épouse Marie Françoise Salleron[19],[23].
  - Marie Honorine Bricogne, qui épouse Antoine Laurent Marie Hamel, négociant[16].
  - Marie Prosper Bricogne, receveur particulier des finances[16].

### Distinctions et hommages

Armes reçues par Athanase-Jean Bricogne.

Il est officier de la Légion d'honneur en 1815,..
Chevalier de l'Empire en 1811, Bricogne est anobli en 1814 sous la Restauration.
Il reçoit pour armoiries : « D'argent au vaisseau de trois mâts de sable, voilé d'azur et soutenu d'une mer de sinople, à la bordure de gueules chargée d'une croix d'argent à cinq doubles branches, qui est le signe des chevaliers légionnaires »,.